# Hreanciîha, Velîka Bahacika
Hreanciîha (în ucraineană Грянчиха) este un sat în comuna Ustîvîțea din raionul Velîka Bahacika, regiunea Poltava, Ucraina.

## Demografie
Componența lingvistică a localității Hreanciîha
     Ucraineană (96,43%)
     Rusă (3,57%)
Conform recensământului din 2001, majoritatea populației localității Hreanciîha era vorbitoare de ucraineană (96,43%), existând în minoritate și vorbitori de rusă (3,57%).